# Schloss Zintlhammer

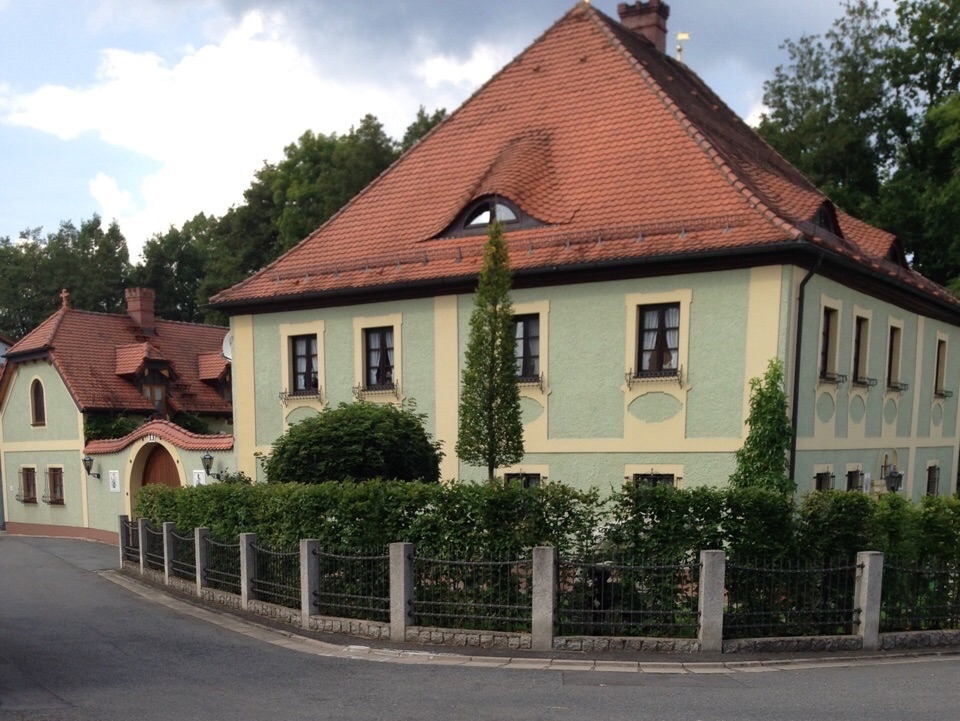
Schloß Zintlhammer (2015)

Das denkmalgeschützte Schloss Zintlhammer (früher auch Sach(s)senreuth genannt) liegt in dem gleichnamigen Ortsteil Zintlhammer der Oberpfälzer Gemeinde Pressath im Landkreis Neustadt an der Waldnaab von Bayern (Zintlhammer 25). Auch dieses war eines der Hammerschlösser an der Haidenaab.

## Geschichte
Zintlhammer wird im Herzogsurbar von 1285 unter dem Namen Sachsenreuth erstmals in Zusammenhang mit Fischereirechten erwähnt (piscaria in fluvio Heydnab, ab ortu eiusdem fluvii usque Sachsenr(euth)). Ein Sasse, also ein Einwohner, hat hier am Fuß des Judenberges die Naabufer reuten (= roden) lassen.
Seit dem 14. Jahrhundert ist hier ein Schienhammer angesiedelt. In einem solchen wurde in einem sogenannten Zerrenherd aus dem Erz durch Schmelzen Eisen gewonnen und zu Schienen oder Stäben geschmiedet. 1413 wird von Zintten eine Getreidezins verlangt. In dem Hammerbrief von 1454 verleiht Pfalzgraf Friedrich am Freitag vor dem St. Martinstag 1454 dem Hainrichen Pehaltern, einem Bürger zu Amberg, den Hammer zu Sessenreit mit 2 halben Huben zu Pressath und mit jeder Zugehörung, wie alles vordem Erhart Pollenreiter innegehabt und gekauft hat. Die Steuerabgaben waren an den Kasten zu Kemnath zu leisten. Auch im Salbuch von 1497 wird von einem Geldzins von dem hammer Sassenreuth gesprochen. 1497 heißt es ferner: Hans Vischer zu Hub gibt jährlich 6 Schilling dl von dem Fischwasser „das sich anhebt zu Sassenreut bei dem alten Kalkofen und zum Birkach endet auf der braiten Furth an der Trebitz bei dem Dorf daselbst“. Als weiterer Besitzer des Hammers wird 1497 Reymund Talkner genannt; ein späterer Zusatz lautet dann: Zinglhammer, gibt jetzt und Doktor Johannes Zingel.  Weiland Johann Zingel, der Rechten Doktor und Kurfürstlicher Pfälzischer Rat zu Amberg, hatte also um 1520 das Werk inne. Nach dessen Name wurde also der Hammerort umgetauft. Wahrscheinlich hat er neben der Hammerstätte das feste Hammerhaus, Schlößchen genannt, erbaut. 1551 und 1606 wird der Ort richtig Zinglhammer geschrieben, der Volksmund machte daraus den Zintlhammer.
Nach dem Zingel folgte durch Kauf Georg Kotz (1522 genannt), der auch den benachbarten
Feilershammer besaß und vor 1540 starb. Von den drei Söhnen amtierte Balthasar Kotz 1585 als Richter in Pressath, Jörg übernahm den Feilershammer und der 1526 geborene Hans Kotz betrieb 1551 den Zinglhammer. Hans Kotz wurde ein Mühlgang bewilligt, den er aber nicht mehr bauen konnte, „dieweil ihn Gott zur selben Zeit mit Feuersbrunst und Not gestraft“. Während seine Köhler nach Speis und Brot weggingen, ist ihnen „zu zweimalen das Feuer auskommen, also daß oft zweihundert und dreihundert Klafter und mehr Holz im Wald verbrunnen“. Außerdem „ist in einer Nacht um Weihnachten, da alles Getreid und Futter im Stadel, dasselbige samt allem Vieh und vielen Zimmer (Gebäuden) auf dem Zindelhammer verbrunnen, welchen Verlust Kotz jederzeit auf die 500 fl geklagt; nachmals hat ihm der große Schauer anno 1574 alles Getreid im Feld erschlagen“. Hans Kotz war „lebzeit kein Saufer und Spieler“, sondern zog aus Gottes Verhängnis 1577 „mit leeren Händen“ fort. Er hielt sich danach bei Graf Schlick zu Neudeck, dann in Waltershof und zuletzt bei seines Bruders Sohn Sebastian Kotz zu Feilershammer auf, wo er 1603 „mit entlehntem Mantel“ als 77-jähriger Mann kinderlos starb.
Nach ihm folgte Martin Löw als Besitzer. Er ist 1578 Vormund über Jörg Kotzens zu Feilershammer selig hinterlassene Mündel. Er berichtet 1583 an die pfälzische Regierung „daß der Hammer Sassenreuth einer von den ersten aufgerichteten Hämmern der Einigung, ja einer von den ersten und ältesten vier Hämmern in der Pfalz ist“. 1583 suchte er um ein „einzig Mühlgänglein“ an, was aber die anderen Mühlenbesitzer verhindern wollten. Trotz eines Verbotes hat er am 21. Juli 1585 die Mühle bereits aufgerichtet. Löw erbot sich, den Zins wie andere Müller zu reichen und auch das Schloss Waldeck baulich mit zu unterhalten. Daraufhin bewilligte Vizedom Joachim Graf zu Ortenburg den Mühlgang auf Hausgebrauch gegen 2 fl Zins laut Revers vom 27. August 1585. Martin Löw saß 1602 „die Seel am Arm tragend“ und 73 Jahre alt in seiner „Hauswohnung zu Zintlhammer“. Er schätzte das Hammergut auf 1500 fl. Zu Pfingsten 1603 verkauften er und sein Sohn Hans an Sebastian Kotz und Löw zog nach Pressath. Unter Sebastian Kotz erfuhr Sassenreuth einen besonderen Aufschwung, dieser hatte 1596 auch den Feilershammer übernommen. 1596 wird festgehalten: „Sassenreuth oder Zintenhammer; ist gangbar“. 1616 verwaltete des Kotzen Eidam Ernst Göschl den Zintlhammer. Zuletzt baute er 1618/19 das Hammerhaus wieder auf, das wohl seit dem Brande über 40 Jahre ruinös dagestanden hatte. Er berichtet am 19. Mai 1618 „daß ihm zur Wiederaufbauung seines hochnotwendigen Hammerhauses zu Sassenreuth 136 Stämme Bauholz abgegeben wurden“. 1622 starb Sebastian Kotz. 1623 trat sein Sohn Hans Kotz als „Schin- und Blechhammermeister zu Feilershammer und Zintlhammer“ auf. Der Dreißigjährige Krieg brachte allgemein den Ruin. 1631 standen von den 16 Blechhämmern des Kastenamts Kemnath bereits sieben öd. Im Jahre 1651 heißt es von Dießfurt, Troschlhammer und Pechofen, dass diese Hämmer abgebrannt wurden und kein Inwohner mehr dort sei. Für Zintlhammer brachte wohl der Pfingstsonntag 1633, an dem die Schweden Pressath in Schutt und Asche legten, den Stillstand. Die Schmiedfeuer waren danach erkaltet und die die Zrennherde zerstört. Auch die Hammerfamilie erlosch im Mannesstamme. Hans Kotz starb am Kriegsende 1648. Durch Erbteilung im Jahre 1650 wurden die Familiengüter aufgeteilt. Die Tochter Elisabeth Kotzin ehelichte den Pressather Bürger Hans Schreyer  und erhielt den Feilershammer, den sie nach zwei Jahren an den kaiserlichen Hartschier Georg Rambler von Wien weiter veräußerten. Die andere Tochter war mit Georg Lindner in Pressath verheiratet und erbte den freieigenen Kalmerbauernhof zu Feilersdorf. Die dritte Tochter hatte den „herrschaftlichen Lehenvogt dieses Bezirks“ Hans Georg Raidt zum Gemahl genommen. Als Ratsperson bewohnte er in Pressath eine Brandstatt, diesem wurde der Zintlhammer zugeteilt. Ein Vermerk von 1666 lautet: „Zündlhammer. Ein Schinhammer, wobei die Hammerhütte ganz zu Grunde gegangen. Der Inhaber Hans Georg Raidt, Bürger zu Pressath, hat zwar denselben wieder aufbauen wollen und mit dem Wasserbau vor ungefähr vier Jahren einen Anfang gemacht, jedoch weil er hiezu nicht genugsam Mittel gehabt nicht zu Ende gekommen.“ Nach Hans Georg Raidt wechselten die Besitzer auf dem öden Zintlhammer oft. Es folgten Johann Jakob Weißmann und hierauf Anna Margaret Schreyerin.
Um 1705 ist Veit Christoph Erdmann von Hirschberg auf Weihersberg Käufer, welcher im Jahre 1708 nach Bewilligung der Kurfürstlichen Hofkammer in München ein Drahtzieherwerk zu Zintlhammer einrichtete. 1714 heißt es, Zindlhammer, ein Hammergut, „nunmehr wieder gangbar worden“. Nach dem frühen Tode des Veit Christoph Erdmann († 27. Juli 1709) übernahm die junge Wittib Maria Katharina v. Hirschberg, geborene Freiin von Muggenthal die Drahtmühle. Nach dem Tod der Maria Katharina († 1749), scheint der einzige Sohn Heinz Ernst von Hirschberg, der ein äußerst verschwenderisches Leben führte, den Zintlhammer übernommen zu haben. Dieser ist am 12. Juli 1752 verstorben, hat aber den Zintlhammer bereits vorher veräußert. 1751 wird hier nämlich Kapitän Johann Ernst von Gravenreuth (der seit auch den nahen Troschlhammer besaß) als Besitzer genannt. Um 1768 scheint Johann Ernst gestorben zu sein. Das Gut Zintlhammer war damals nicht begehrenswert, eine Notiz besagt, „daß seit 1768 bis 1781 schon fünf Käufer nacheinander ihren Abzug allda wiederum genommen haben“. Der letzte von diesen war Karl Heinrich von Hirschberg zu Weihersberg, welcher das Hammergut zu einem adeligen Rittergut erheben lassen wollte. Der Landrichter hätte am 6. Juli 1781 dem Ansuchen stattgegeben, wenn nicht Karl Heinrich inzwischen sein innegehabtes Hammergut bereits an den Speinsharter Klosterrichter Konrad Joseph König, der auch Kötzersdorf mit Löschwitz besaß, weiterverkauft hätte. Auf seinen Antrag hin wurde Zintlhammer 1785 von Kurfürst Karl Theodor von Bayern zur Landsasserei erhoben. 1796 heiratete seine Tochter Barbara Susanna den Nachfolger im Richteramte Speinshart Alois Tretter von Schwandorf und Konrad Joseph zieht sich in den Ruhestand zurück. Nach ihm wird bereits 1796 Karl Heinrich von Hirschberg zu Weihersberg – wie schon 1781 einmal, als Landsasse von Zintlhammer genannt. Der Drahtzug war inzwischen abgegangen und den halben Hammerhof samt dem Mühlhaus, die reale Mühl-, Schneidsäg- und Waffenhammergerechtigkeit besaß der Waffenschmied Franz Joseph Maier. Dieser verstarb am 30. September 1823 in Zintlhammerlt. Sein Bruder Mathias Maier war Besitzer des Feilershammer und starb 1827 als Inwohner zu Zintlhammer.
Karl Heinrich von Hirschberg war nur wenige Jahre Landsasse. Er schrieb 1829: „das ganze Hammergut Sassenreuth hat schon längst der Sternwirt Josef Stock zu Pressath käuflich an sich gebracht, welcher es an seine Kinder in drei Teile zerschlug“. Schon 1814 wird „Josef Stock zu Zintlhammer begütert“ genannt. Er übergab am 31. Oktober 1828 das Ökonomieschloßgütl mit ca. 12 Tagwerk Grund an seine Tochter Margaret Stock, welche mit dem Georg Adam Kreuzer, Metzgerssohn von Pressath, verheiratet war. Kreuzer hatte das Tuchmachen gelernt, deshalb richtete er bereits 1829 eine "Tuchwirk" mit vier Stühlen im Schloßgütl ein (Hausname „beim Tuchner“). Adam Kreuzer flüchtete eines Tages unerwartet nach Amerika. Am 23. März 1874 verschied die hinterlassene Ehefrau und Austräglerin Margaret. Die einzige Tochter der Margaret Kreuzer heiratete in erster Ehe den Christoph Kohl von Birkhof und danach den Lorenz Oberndorfer von Eschenbach. Infolge Heirat mit Anna Oberndorfer gelangte Michl Hausner, Wirtssohn von Riggau, 1898 in den Besitz des alten Hammerhofes.
Zintlhammer war immer landesherrlich, 1824 gehörte es Feilersdorf zu, 1841 erfolgte die Umgliederung zum Landgericht Eschenbach und 1961 die Zuordnung zu Pressath.

## Schloss Zintlhammer heute
Das ehemalige Hammerhaus ist ein zweigeschossiger schlossartiger Walmdachbau mit Putzgliederungen. Das Portal besitzt einen gesprengten Giebel. Das Gebäude stammt aus dem 18. Jahrhundert, ist aber im Kern älter.